# Ferrari GG50
Der Ferrari GG50 ist ein von Giorgetto Giugiaro anlässlich seines 50-jährigen Berufsjubiläum auf Basis des Ferrari 612 Scaglietti entworfener Prototyp, der auf der Tokyo Motor Show 2005 präsentiert wurde.

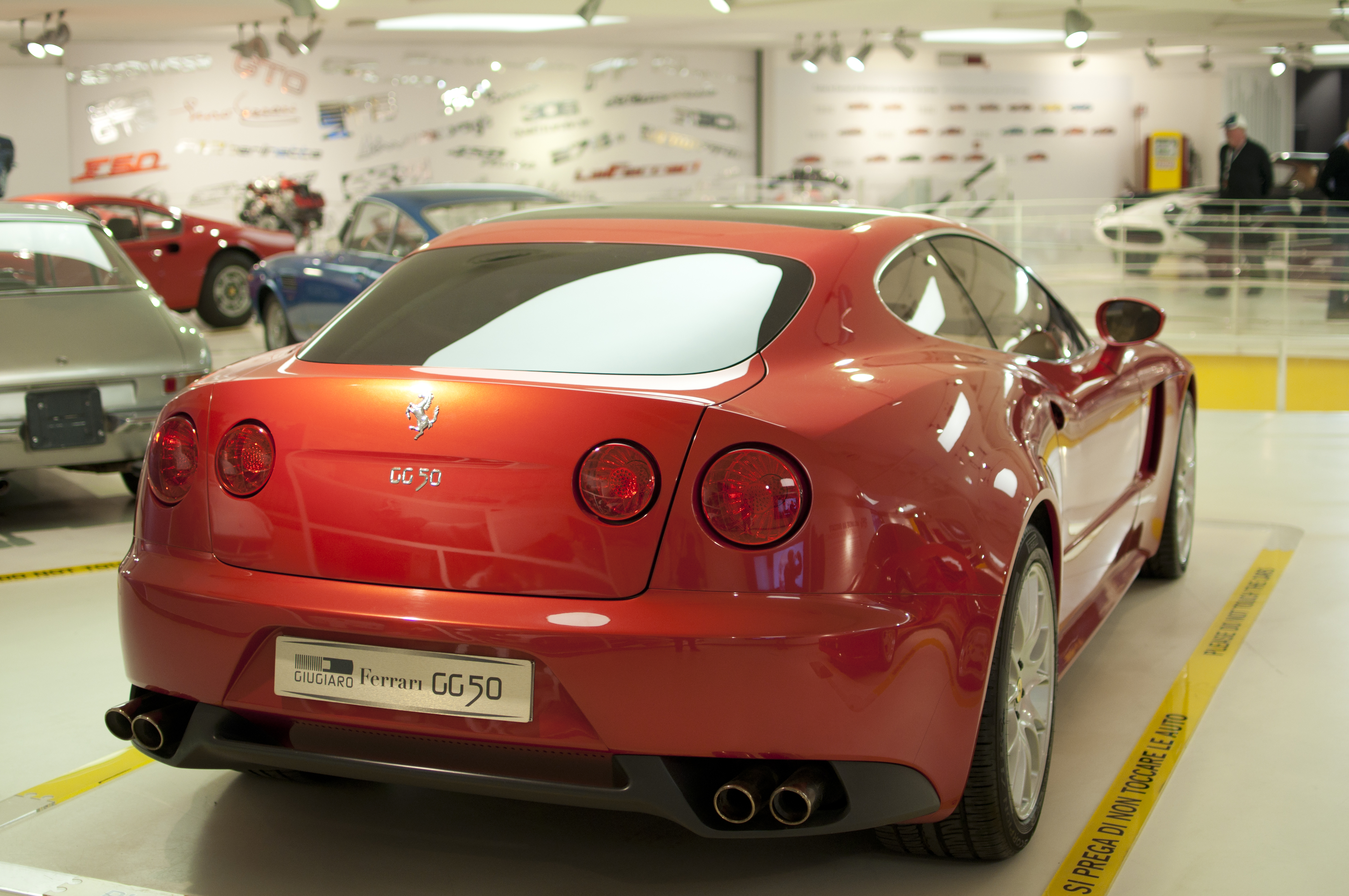
Heckansicht

Wie im 612 Scaglietti ist der klassische Ferrari V-12 mit 5,7 Liter Hubraum und 397 kW (540 PS) installiert. Die Kraft wird durch das bekannte Formel-1-Getriebe übertragen. Die Gesamtlänge der Karosserie wurde im Vergleich zum 612 Scaglietti um 9 cm verkürzt, das Kofferraumvolumen wurde gleichzeitig auf 270 l erweitert, bei umgeklappten Rücksitzen stehen sogar 500 l zur Verfügung. Auch der Innenraum wurde komplett überarbeitet. So sind die hinteren Seitenfenster absenkbar, um den Zugang zu den hinteren Sitzen zu erleichtern.